# Ajzon
Ajzon, Ajson (gr. Αἴσων, Aisōn, łac. Aeson) – w mitologii greckiej ojciec Jazona, władca Jolkos.
Ajzon był synem Kreteusa, syna Eola i Enarete, i Tyro, córki Salmoneusa, brata Kreteusowego, i Enarete. Jego braćmi rodzonymi byli z kolei Amytaon i Feres, przyrodnimi zaś Pelias i Neleus. Za żonę pojął wedle jednej wersji córkę Autolykosa Polymede, wedle innej zaś córkę Fylakosa imieniem Alkimede. W każdym razie ożenił się i spłodził syna imieniem Jazon.
Ajzon był władcą miasta Jolkos, odziedziczonego po ojcu. Był pobożnym człowiekiem, w przeciwieństwie do swego brata Peliasa, niegodziwca zajętego spiskowaniem przeciwko Ajzonowi. Wielokrotnie Ajzon wybaczał bratu, aż w końcu Pelias zebrał grupę zuchwałych ludzi, z którymi poszedł na zamek w Jolkos, zdobywając go. Przejął w ten sposób władzę nad miastem. Strącił brata z tronu mniej więcej w czasie narodzin Ajzonowego potomka, Jazona. Na tym jednak nie poprzestał. Uznał za właściwe posunięcie zabicie dziecka. Jednak dawny sługa Ajzona zachował lojalność względem byłego monarchy. Poinformował go o zagrożeniu. W takiej sytuacji Ajzon wraz z żoną rozgłosili, jakoby ich dziecko zachorowało, kilka zaś dni później podali do wiadomości publicznej zgon potomka. Jazona wysłali natomiast w ukryciu nocą na wychowanie do centaura Chejrona. Ajzon żył natomiast w odosobnieniu i biedzie, nie zwracając na siebie uwagi. Towarzyszyli mu zaledwie żona i kilku niewolników.
Jazon po latach dorósł i, nie znając swego pochodzenia, wrócił do Jolkos. Pelias, obawiając się potomka Ajzona, wysłał go po złote runo. Przed wyjazdem Jazon zdążył jeszcze poznać swą tożsamość i spotkać się z ojcem, zaprowadzony przez starego sługę do jego domu. Poznawszy prawdę, Jazon odwiedził jeszcze raz stryja, zażądał zwrotu tronu, który Pelias uzależniał od zdobycia runa, po czym udał się w podróż. Rozpowszechniła się potem plotka, że argonauci z Jazonem na czele ponieśli śmierć. Pelias uznał wtedy, że nie musi już obawiać się powrotu Jazona. Postanowił pozbawić brata życia. Ajzon poprosił o możliwość samodzielnego wyboru śmierci. Wypił więc krew byka, zatruwając się nią.
Istnieje jeszcze inna wersja, wedle której Ajzon nie otruł się, zmuszony przez Peliasa, ale przeżył, doczekał powrotu syna i nawet został nagrodzony drugą młodością przez Medeę. Wersję taką relacjonuje Owidiusz. Kiedy więc Jazon wrócił, ojciec jego był już człowiekiem starym i chorym, wypatrywał nadchodzącego zgonu i nawet syna nie poznał. Jazon zwrócił się o pomoc do przywiezionej ze sobą Medei. Czarodziejka wyszła podczas pełni w nieprzepasanej szacie i z gołymi plecami, bez obuwia, z sierpem w ręku. Po dziewięciu dniach wróciła z zebranymi magicznymi ziołami. Ustawiła ołtarze dla Hekate i Hebe, przystroiła je liśćmi, dokonała też ofiary na cześć bóstw świata podziemnego i bóstw śmierci, czyniąc im zadość za duszę Ajzona. Przyniesiono wtedy ciało starego władcy, składając je na trawie. Medea z rozpuszczonymi włosami obeszła ołtarze, zanurzyła pochodnię w krwi zwierząt ofiarnych, zapaliła ją i dokonała trzykrotnego oczyszczenia ciała Ajzona: ogniem, wodą i siarką. Dodała do ziół księżycowej rosy i piór strzygi, skóry jadowitego węża, piasku morskiego i kamieni gdzieś ze wschodu, a także wielu innych nieznanych składników. Zagotowała pieniącą się miksturę. Następnie rozcięła szyję Ajzona i wlała do środka czarodziejską mieszankę. Ajzon, wcześniej nie chodzący, wstał po tym, odzyskawszy siły mężczyzny lat czterdziestu.